# Rio Piratini
O rio Piratini é um rio brasileiro do estado do Rio Grande do Sul.
O Rio Piratini no seu trajeto em direção ao Canal de São Gonçalo separa as cidades de Pedro Osório e Cerrito e a cidade de Piratini. Unidas por uma ponte ferroviária que na enchente de 1992 foi a única construção sobre o Rio Piratini que resistiu ao forte volume de águas que desceram desde a montante do rio em grande velocidade.
A enchente de 1992 não foi a única, mas com grande certeza foi a que causou mais estragos na região, sendo amenizados pela ajuda da defesa civil, do Exército Brasileiro e de voluntários que com seu trabalho proporcionou a população local o mínimo possível para a reconstrução.
O Rio Piratini, antigamente separava o territorio brasileiro do uruguaio, em pedro osório era uruguai e em cerrito brasileiro.